# Tipula josephus
Tipula josephus är en tvåvingeart som beskrevs av Alexander 1954. Tipula josephus ingår i släktet Tipula och familjen storharkrankar. Inga underarter finns listade i Catalogue of Life.